# Gertrud Kurz

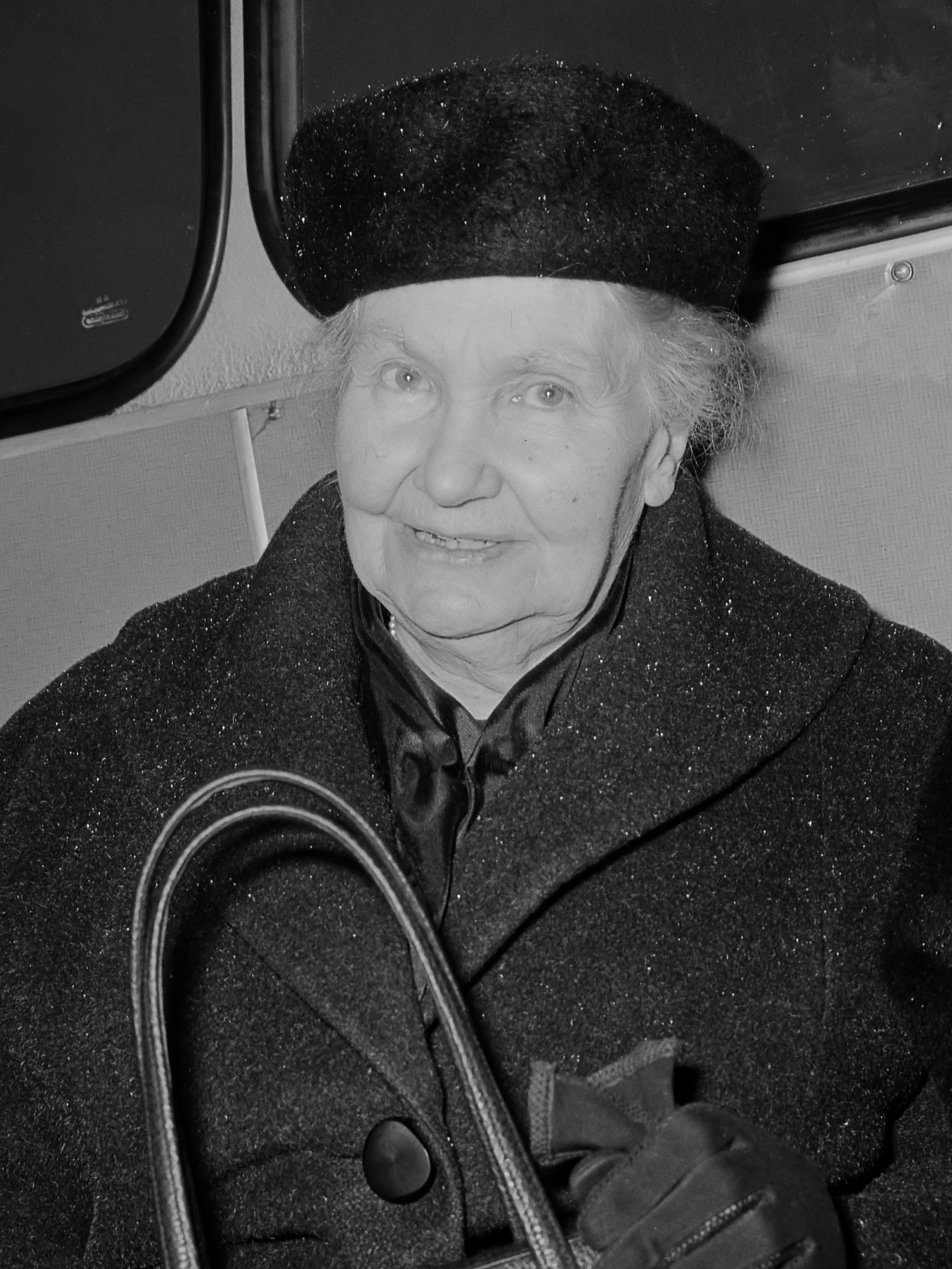
Gertrud Kurz (1965)

Gertrud Kurz, genannt die Flüchtlingsmutter oder Mutter Kurz (* 15. März 1890 als Gertrud Hohl in Lutzenberg im Kanton Appenzell Ausserrhoden; † 26. Juni 1972) gründete und leitete ein Schweizer Flüchtlingshilfswerk.

## Biografie
Gertrud Hohl war die Tochter eines Textilfabrikanten. Sie wuchs in bürgerlichen Verhältnissen auf und besuchte nach der Schulzeit die Handelsschule in Neuenburg. Ihre Eltern ermöglichten ihr die weitere Entwicklung an einer Frauenbildungsschule in Frankfurt am Main, um sie auf eine Hausfrauenrolle vorzubereiten. Im Jahr 1912 heiratete sie Albert Kurz, der Rektor am Progymnasium in Bern war. In den ersten Jahren ihrer Ehe widmete sie sich fast ausschliesslich ihrer Familie. Zwischen 1913 und 1921 brachte sie zwei Söhne und eine Tochter zur Welt. Gleichzeitig begann sie, sich sozial zu engagieren: Ihr Haus in Bern wurde zur Anlaufstelle für Bettler und Landstreicher. 1930 hatte sie erste Kontakte zu der von Etienne Bach gegründeten internationalen Friedensbewegung der »Kreuzritter« und wurde auch deren aktives Mitglied.
Mit Ausbruch des Zweiten Weltkrieges wurde die internationale Tätigkeit der »Kreuzritter« unterbrochen. Gertrud Kurz sah aber im Einsatz für Flüchtlinge eine Möglichkeit zur Fortsetzung dieser Friedensarbeit. Sie organisierte darum 1938 spontan eine Weihnachtsfeier für alle Flüchtlinge in der Stadt Bern. Daraus entstand ein eigenes Hilfswerk: die »Kreuzritter«-Flüchtlingshilfe. Das von ihr ins Leben gerufene Hilfswerk entwickelte sich auf informelle Art und Weise. Zuerst funktionierte es vollständig auf privater Basis. Gertrud Kurz empfing in ihrem Haus Flüchtlinge und erteilte telefonische Auskünfte. Die »Kreuzritter«-Flüchtlingshilfe wurde schnell zu einem Sammlungsort für alle jene Personen, für die sich andere Hilfswerke nicht zuständig fühlten. Die Hauptbestandteile der Hilfstätigkeit waren materielle Hilfe, immaterielle Hilfe – in Form von Interventionen bei den Behörden – und Öffentlichkeitsarbeit.
Zu dieser Zeit publizierte sie in den Printmedien und im »Kreuzritter«-Mitteilungsblatt auch Artikel über die damalige Flüchtlingssituation. Es meldeten sich immer mehr Freiwillige, die Gertrud Kurz unentgeltlich unterstützen wollten. Es entstanden weitere Hilfswerke in Basel, St. Gallen, Zürich, Genf und Lausanne. 1941 wurde die »Kreuzritter«-Flüchtlingshilfe an die Schweizerische Zentralstelle für Flüchtlingshilfe angeschlossen und somit stärker in das allgemeine Schweizerische Hilfsnetzwerk integriert, blieb aber ein privates Hilfswerk, welches sich über Vortragskollekten und Spendengelder finanzierte.
Während des Zweiten Weltkrieges bekam Gertrud Kurz täglich bis zu 30 Briefe und diverse Besuche von Hilfesuchenden. Diese direkte Konfrontation mit den Schicksalen verfolgter Menschen lösten bei ihr starke Betroffenheit aus. Bei ihrer Hilfstätigkeit wurde sie primär von religiöser Nächstenliebe geleitet. Sie war gegenüber allen Flüchtlingen sehr offen eingestellt. Es war ihr wichtig, diesen Menschen einen Familienersatz zu bieten, um ihnen so einen Ort der Liebe und Geborgenheit zu schaffen. Sie konnte sich von den Anforderungen der Flüchtlingsarbeit kaum abgrenzen und war fast Tag und Nacht dafür erreichbar. In zahlreichen Briefen bedankten sich Flüchtlinge für ihre „Grossherzigkeit, Nächstenliebe und Aufopferung“. Sie wurde von den Flüchtlingen, aber auch von Behördenmitgliedern und Freunden „Mutter Kurz“ genannt.

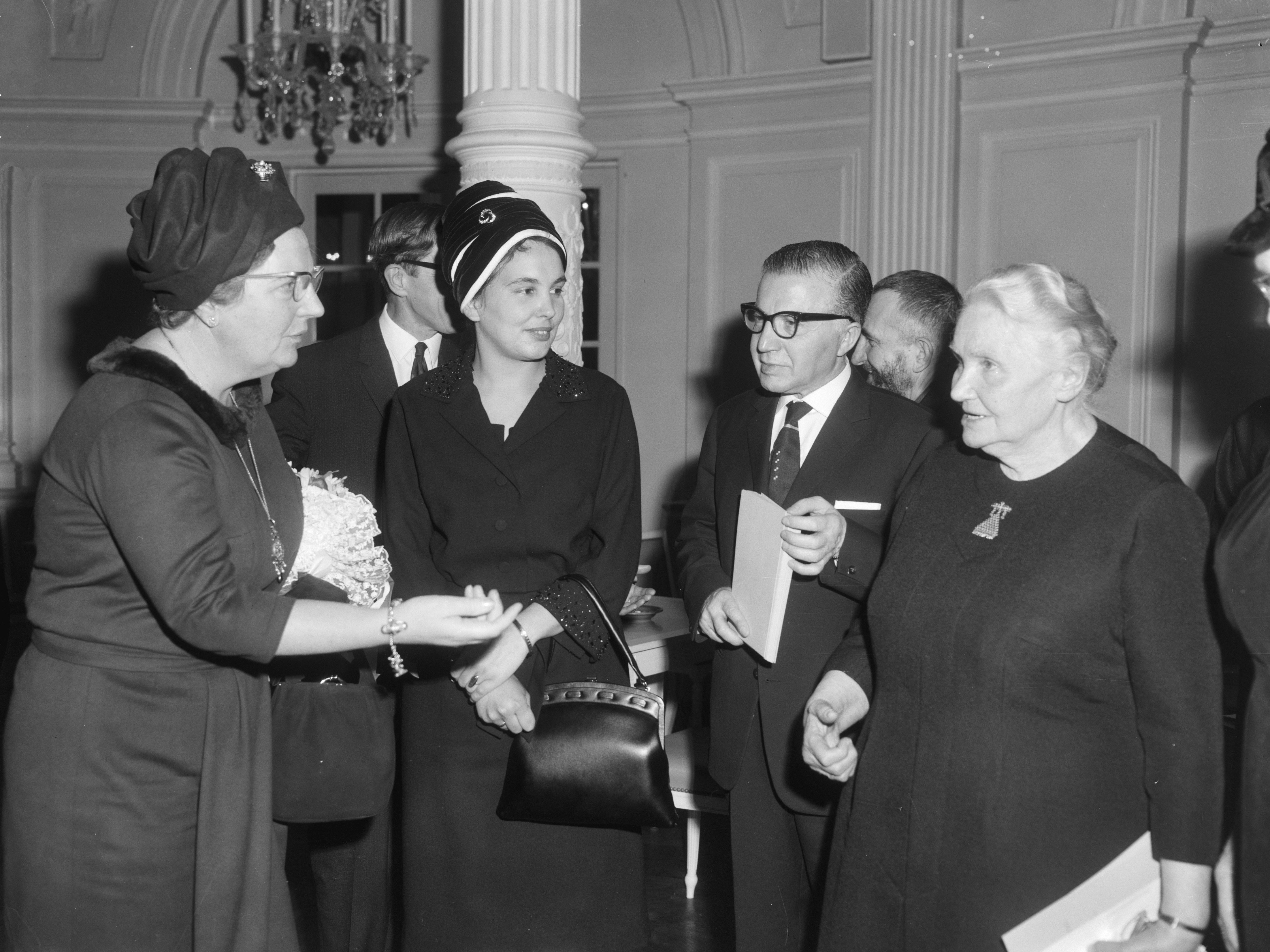
Die niederländische Königin Juliane (links) und Gertrud Kurtz (rechts) 1965 bei der Verleihung des Albert-Schweitzer-Preises

Folgende Merkmale fallen an ihrem Interventionsstil auf. Kurz ging auf die Behördenvertreter direkt zu, argumentierte sehr konkret und praxisbezogen und appellierte an die Menschlichkeit. Durch ihre Art, die Fälle zu schildern, setzte sie primär auf Wirkung im emotionalen Bereich. Gertrud Kurz legte es aber nie auf Konfrontation mit den Behörden an, sondern signalisierte gegenüber den Beamten Loyalität und stellte deren Autorität nicht in Frage. Sie brach in hartnäckigen persönlichen Gesprächen den politischen Widerstand des Bundesrats Eduard von Steiger gegen die Aufnahme jüdischer Flüchtlinge. Durch die guten Kontakte zu den Behörden verschaffte sie sich vielseitige Akzeptanz und enormes Prestige. Sie war für Leute wie Karl Barth, ferner für Paul Vogt oder Adolf Freudenberg, die beide auch Hilfswerke leiteten, eine wichtige Ansprechpartnerin und erhielt umgekehrt hilfreiche Informationen. Nach dem Zweiten Weltkrieg blieb Gertrud Kurz weiterhin in der Flüchtlingshilfe aktiv; die »Kreuzritter«-Bewegung benannte sich 1947 um in Christlicher Friedensdienst. 1972 erfolgte eine organisatorische Neuausrichtung, und 1981 wurde die feministische Friedensarbeit fest in der Organisation verankert. 1997 verabschiedete der cfd sein erstes feministisches Leitbild. 2023 wurde der Name in Frieda – die feministische Friedensorganisation geändert, um das Selbstverständnis der Organisation besser widerzuspiegeln, während ihre Inhalte und Ausrichtung erhalten blieben.

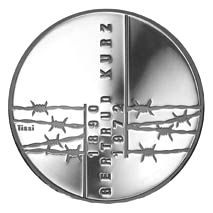
20-Franken-Gedenkmünze von 1992 (av)

Für ihr Engagement wurde Gertrud Kurz 1958 von der Theologischen Fakultät der Universität Zürich als erster Frau überhaupt die Ehrendoktorwürde verliehen. Es folgte 1965 durch die Königin der Niederlande mit dem Albert-Schweitzer-Preis eine weitere Auszeichnung. Der Schweizerische Bundesrat hatte sie auch für den Friedensnobelpreis vorgeschlagen, insgesamt wurde sie bis 1962 fünf Mal nominiert. Im Jahre 1992 gab die Eidgenössische Münzstätte eine 20-Franken-Gedenkmünze zur Ehrung von Gertrud Kurz heraus. Die Schweizerische Post veröffentlichte im September 2022 eine Sondermarke anlässlich des 50. Todestages von Gertrud Kurz.
Gertrud Kurz wurde auf dem Berner Schosshaldenfriedhof begraben, ihr Grab ist inzwischen aufgehoben.
Zwei Jahre nach Gertrud Kurz’ Tod gründeten Personen aus ihrem Freundeskreis und namhafte Persönlichkeiten, darunter Alfred A. Häsler und der Theologieprofessor Hans Ruh, eine Stiftung, in der ihr Gedankengut weiterleben soll. Die heutige Stiftung Gertrud Kurz versucht den Geist und die Werte von Gertrud Kurz zeitgemäss umzusetzen. Sie unterstützt mittels Spenden Nischenprojekte, welche die Partizipationsmöglichkeiten von Migranten erhöhen, publiziert zweimal jährlich Kurznachrichten und fördert eine kritische Auseinandersetzung mit der Schweizer Migrations- und Asylpolitik.

## Schriften
- Im Dienst des Friedens. Johannes Kiefel Verlag, Wuppertal-Barmen 1966. (Inhalt: Entstehung und Aufbau des christlichen Friedensdienstes; Zeichnungen: Robert Eberwein).